# Tour Rodin
La Tour Rodin est un immeuble de 29 étages situé à Champigny-sur-Marne (Val-de-Marne) dans le quartier du Bois-L'Abbé. La tour appartient au bailleur social Paris Habitat,.

## Caractéristiques
- Hauteur : 93 m
- Nombre d'étages : 30
- Nombre d'appartements : 226